# ダマスカスヤギ
ダマスカスヤギ（アラビア語: ماعز دمشقي、英語: Damascus goat）は、アレッポ、ハレプ、バラディ、ダマスカス、シャミ、チャミとも呼ばれるヤギの品種。シリアなどの中東諸国で生まれ、イギリス人によってキプロスに輸入され、繁殖によって品質が向上。原産地はシリアなどの中東。乳と肉の両方で優れた生産者であるため、国際連合食糧農業機関（FAO）から高い優先順位が与えられている。
2008年6月13日にリヤドで開催されたMazayenal-Maazコンテストで、Qahrという名前のダマスカスヤギが「Most Beautiful Goat」タイトルの最優秀賞を受賞。